# La Rectoria (Santa Coloma Sasserra)
La Rectoria és una antiga residència del rector de la parròquia i masia de Castellcir (Moianès) protegida com a Bé Cultural d'Interès Local.

## Descripció
Està situada en el sector nord del terme, en el petit pla que acull el poble rural de Santa Coloma Sasserra, amb l'església parroquial de Santa Coloma i la masia del Giol, a migdia del Pla del Forn; a llevant seu, a la vall del torrent del Soler, es troba el Camp de la Terma. És l'edifici de més al nord del conjunt. A prop i al sud-est de la Rectoria es troba l'immens Roure del Giol, i al sud-oest del Roure del Giol hi ha les restes de la Domus de Santa Coloma.
Masia de planta rectangular coberta a dues vessants de teula àrab. La façana lateral de llevant presenta un portal adovellat, format de grans carreus de pedra. El parament és de pedra i fang amb posterior emblanquinat. Un pati encercla la part davantera, on trobem una galeria articulada en dos pisos, amb sengles balcons a l'exterior. Es troba a un centenar de metres de l'església de Santa Coloma.

## Història
El nucli original d'aquest conjunt és del segle xiii. Molt modificada en èpoques posteriors (segles xvi i xviii). A la dovella central del portal hi ha un escudet amb la inscripció: JHS MRIA 1567. A sota l'escudet hi ha gravada la data de 1767, data que deu correspondre a una ampliació i restauració del casal.